# Wyatt Davis
Wyatt Davis (16 de agosto de 2001) es un deportista estadounidense que compite en natación, especialista en el estilo espalda. Ganó seis medallas en el Campeonato Mundial Junior de Natación de 2019, oro en 200 m espalda, 4 × 200 m libre y 4 × 100 m estilos mixto, plata en 50 m espalda y 4 × 100 m estilos, y bronce en 100 m espalda. Davis es estudiante de la Universidad de Míchigan donde compite en la National Collegiate Athletic Association. Previo a la Universidad, Davis fue campeón estatal en Indiana en 14 eventos.